# Manuel Pardiñas Serrano
Manuel Pardiñas Serrano (Lo Grau, Osca, 1 de gener de 1880 - Madrid, 12 de novembre de 1912) fou un anarquista espanyol.

## Biografia
Era fill d'Agustín Pardiñas Ferriz, carrabiner llicenciat, i de María Serrano. Va estudiar a l'Escola d'Arts i Oficis i va treballar com a pintor decorador a Saragossa, Sant Sebastià, Biàrritz i Baiona. Va marxar, potser per evitar el servei militar, a Buenos Aires (d'on va ser expulsat el 1909 arran de l'assassinat del coronel Ramón Lorenzo Falcón, cap de policia de la capital federal, a mans de l'anarquista Simón Radowitzky), i va viure posteriorment a l'Havana i a Tampa (Florida), abans de tornar a Europa, on va residir uns mesos a França
abans de l'atemptat contra José Canalejas.

## L'assassinat de Canalejas
Després d'haver despatxat amb el rei, el president del govern espanyol, José Canalejas y Méndez, passejava el matí del dimarts 12 de novembre de 1912 per la madrilenya Puerta del Sol, fent temps abans del Consell de Ministres, que havia de tenir al migdia, en el Ministeri de Governació. Tenia pel que sembla per costum parar davant l'aparador de la Llibreria San Martín. A les onze i vint, mentre contemplava un mapa de la Primera Guerra dels Balcans, que estava en plena ebullició llavors, «un home ros, amb bigoti, aspecte juvenil, barba rala, ben vestit» li va disparar tres trets a boca de canó amb una pistola Browning de gran calibre, matant-lo en l'acte. Un dels agents de policia que seguia, a certa distància, al president, es va llançar sobre Pardiñas qui, veient-se atrapat, es va suïcidar amb l'arma que portava.
Tot i això, investigacions basades en la inspecció dels documents gràfics que retraten el cos sense vida de Pardiñas, afirmen que les ferides presents són incompatibles amb la mort per suïcidi, ja que presenta dos impactes de bala al crani i qualsevol dels dos hauria produït la mort instantània. A més s'ha identificat l'arma i segons les dades tècniques, com el nombre de bales que allotjava com a màxim, contrastat amb els trets que va fer Pardiñas, informen que hauria necessitat disposar de nova munició i recarregar l'arma, fets que tampoc no coincideixen amb la versió fins ara coneguda. Igualment, aquests estudis expliquen que hi ha molts fets confusos en el relat de la mort de Canalejas, que també fan referència a les ferides que presentava aquest.

## Obra derivada
Es va realitzar el 1912 un curtmetratge semi-documental sobre el seu assassinat i enterrament titulat Asesinato y entierro de don José Canalejas. Dirigida per Enrique Blanco i Adelardo Fernández Arias, va ser la primera pel·lícula interpretada per l'actor José Isbert, amb 26 anys.